# کراملینگتون
latitudeکراملینگتونlongitudeکراملینگتون
کراملینگتون (به انگلیسی: Cramlington) یک منطقهٔ مسکونی در انگلستان است که در شمال شرقی انگلستان واقع شده‌است.

## خصوصیات
کراملینگتون ۳۹٬۰۰۰ نفر جمعیت دارد.